# The Music
The Music è stato un gruppo alternative rock inglese formatosi a Kippax, Leeds nel 1999.

## Storia
Incontratisi alla Brigshaw High School, i The Music cominciarono a suonare insieme nel 1999. Nel 2001 realizzano la canzone Take the Long Road and Walk It circolata come una demo prima di essere pubblicata da Fierce Panda come un singolo di 1000 copie di tiratura. In questo periodo il New Musical Express e Steve Lamacq li descrivevano come la migliore band senza contratto in Inghilterra. La band fu poi messa sotto contratto da Hut, che pubblicò il loro primo EP You Might as Well Try to Fuck Me.
Nel 2002 segue l'EP The People, e l'album di debutto The Music, che raggiunse la quarta posizione nelle classifiche Inglesi. Il loro singolo di debutto fu messo come parte di un secondo CD atto a promuovere l'album, e raggiunse il 14º posto nella classifica dei singoli. Due altri singoli dall'album, Getaway e The Truth Is No Words raggiunsero rispettivamente il 26º e il 18º posto. Il giugno 2003 sostituirono gli Zwan sul Pyramid Stage al Glastonbury Festival.
Nell'autunno 2004, pubblicarono il loro secondo album Welcome to the North accompagnato dal singolo Freedom Fighters, prima della tournée con gli Incubus. Nel tardo 2006 suonarono a qualche UK gigs e successivamente misero sul loro sito il video della nuova canzone, Fire, che avrebbero pubblicato in Strength in Numbers due anni dopo. Il sito mostrava anche un video di una traccia non pubblicata, Kill 100 di X-Press 2 cantata con Robert Harvey.
La band firma un nuovo contratto con la Polydor nel 2007 e passa il resto dell'anno registrando il loro terzo album con i produttori Flood e Paul Hartnoll. Durante questo periodo Harvey ha anche rivelato la ragione della prolungata assenza della band. Sul sito ufficiale dei The Music, parlò che del suo iniziale abuso di droghe nella sua adolescenza; lui in seguito uscì dalla droga, ma intorno al periodo del secondo album, rimpiazzò la dipendenza della droga con quella dall'alcool. Un amico gli suggerì che stava soffrendo di depressione.
Nel giugno 2008, la band pubblicò il loro singolo di ritorno Strength in Numbers, e l'album dallo stesso titolo la settimana successiva. Il 21 aprile 2011 la band ha pubblicato la sua ultima canzone Ghost Hands sciogliendosi definitivamente.
Il 22 ottobre 2012 Harvey ha collaborato con Mike Skinner, frontman dei The Streets, al loro nuovo album.

## Formazione
- Robert Harvey – voce, chitarra
- Adam Nutter – chitarra
- Stuart Coleman – basso
- Phil Jordan – batteria

## Discografia

### Album in studio
- 2002 – The Music
- 2004 – Welcome to the North
- 2008 – Strength in Numbers

### Raccolte
- 2011 – Singles and EPs: 2001 - 2005

### EP
- 2001 – You Might as Well Try to Fuck Me EP
- 2002 – The People EP

### Singoli
- 2002 – The People
- 2002 – Take the Long Road and Walk It
- 2003 – Getaway
- 2004 – Freedom Fighters
- 2008 – Strength in Numbers
- 2008 – The Spike
- 2011 – Ghost Hands